# Dröm en liten dröm
Dröm en liten dröm (engelsk originaltitel: Songs of Willow Frost) är en skönlitterär bok skriven av författaren Jamie Ford från 2015. Boken översattes till svenska av Mia Ruthman och gavs ut av förlaget Bazar som en inbunden bok på 330 sidor.

## Handling
Berättelsen utspelar sig i depressionens USA och läsaren får följa William Eng, en liten kinesisk-amerikansk pojke, som bor på ett katolskt barnhem. Man får i berättelsen tidigt lära känna hans vän Charlotte, som är blind men väldigt djärv, och man får veta hur William Eng hamnade på barnhemmet som han bor på. Man får följa William som efter en utflykt till Moore Theatre får syn på den kända skådespelaren Willow Frost, som han är helt övertygad om är hans mamma.